# Miramont-de-Quercy
Miramont-de-Quercy is een gemeente in het Franse departement Tarn-et-Garonne (regio Occitanie) en telt 339 inwoners (1999). De plaats maakt deel uit van het arrondissement Castelsarrasin.

## Geografie
De oppervlakte van Miramont-de-Quercy bedraagt 15,3 km², de bevolkingsdichtheid is 22,2 inwoners per km².
De onderstaande kaart toont de ligging van Miramont-de-Quercy met de belangrijkste infrastructuur en aangrenzende gemeenten.

## Demografie
Onderstaande figuur toont het verloop van het inwonertal (bron: INSEE-tellingen).